# François de Nesmond
Pour les articles homonymes, voir De Nesmond.
François de Nesmond, né le 31 août 1629 et mort le 16 mai 1715, est un prélat catholique français des XVIIe et XVIIIe siècles. Il est évêque de Bayeux, sous le règne de Louis XIV, pendant plus de cinquante trois ans, le plus long de tous les évêques ayant succédé à Exupère de Bayeux.

## Biographie
François de Nesmond est le fils de Théodore de Nesmond et de Anne de Lamoignon. Nommé évêque de Bayeux en 1661, il est consacré évêque le 19 mars 1662 par François de Harlay de Champvallon l'archevêque de Paris. Il occupera le siège épiscopal de cette ville jusqu'à sa mort. En 1693, il fonde le séminaire de la ville. Dans la cathédrale de Bayeux, il entreprend - à partir de 1700 - la construction d'un jubé, et la construction d'une tour centrale, qu'il commande à Jacques Moussard. Il fonde également en 1700, la chapelle des Augustiniens.
Il a financé sur sa fortune personnelle monuments, chapelles, séminaire sans compter son immense action envers les pauvres de la ville. Il est resté comme un ardent partisan de la Contre-Réforme et de ses principes, définis par le Concile de Trente. Il condamne les écrits du théologien Pierre Cally de l'Université de Caen, qu'il assimile à de l'hérésie.

## Sources et bibliographie
- Georges Dillaye, « François de Nesmond, prieur de Lavoûte-Chilhac, evêque de Bayeux », Almanach de Brioude, Brioude,‎ 1921
- Ludovic Balavoine, Le système bénéficial du diocèse de Bayeux sous l'épiscopat de François de Nesmond (1662-1715), Histoire, économie et société, 2009, no 2, p. 3–13.  (ISSN 0752-5702)
- J. Hermant, Histoire du Diocèse de Bayeux, Caen, 1705, [lire en ligne], p. 478-489
- Jacques Laffetay, Histoire du diocèse de Bayeux, XVIIe et XVIIIe siècles, Imp. A. Delarue, Bayeux, 1855, [lire en ligne]